# ولنگلور
ولنگلور (به انگلیسی: Vellangallur) یک روستا در هند است که در کرالا واقع شده‌است.